# Geocoris discopterus
Geocoris discopterus är en insektsart som beskrevs av Carl Stål 1874. Geocoris discopterus ingår i släktet Geocoris och familjen Geocoridae. Inga underarter finns listade i Catalogue of Life.